# 莫諲
莫諲（1438年—？），字如敬，直隸松江府上海縣人，明朝政治人物。進士出身。

## 生平
應天府鄉試第八十一名。成化二年（1466年）丙戌科會試第一百二十一名，殿試登進士第三甲第二百一十一名。

## 家族
曾祖莫景行。祖父莫文義。父亲莫忠。